# Parapneustes cordatus
Parapneustes cordatus is een zee-egel uit de onderorde Paleopneustina. De taxonomische positie van deze soort en het geslacht is onduidelijk, en het geslacht is vooralsnog niet in een familie geplaatst.
De wetenschappelijke naam van de soort werd in 1912 gepubliceerd door René Koehler.